# Beau Hill
Beau Hill (...) è un produttore discografico statunitense.
Noto per avere prodotto i dischi ai gruppi e artisti di molti importanti artisti heavy metal degli anni ottanta, tra cui Alice Cooper, Kix, Winger, Streets, Warrant, Europe e Ratt.

## Biografia
All'età di 6 anni frequenta il Texas Conservatory of Music e studia pianoforte e composizione. Dopo cinque anni suona la chitarra in gruppi locali e inizia a imparare a scrivere canzoni pop rock. Si diploma al Jesuit College Prep, a Dallas, e viene accettato a Yale, ma declinerà per intraprendere una carriera nel campo della produzione discografica. Dal 1971 al 1974, studia alla University of Colorado e lavora come ingegnere del suono agli Applewood Recording Studios. 
Nel 1978, dopo essere stato nominato ingegnere capo all'Applewood, ottiene il suo primo ingaggio per il produttore di Chicago James William Guercio, lavoro che gli permetterà di accumulare esperienza, nonché di produrre il demo della sua band, gli Airborne. Il demo prodotto attira l'attenzione di Keith Olsen, produttore di vari artisti importanti statunitensi, tra cui Fleetwood Mac, Foreigner, Whitesnake, Grateful Dead e altri, il quale farà firmare la band per la Columbia Records, gli farà ottenere un contratto con i manager Irving Azoff and Bob Buziak della Frontline Management egli produrrà l'album di debutto.
Nel 1980 si trasferisce a New York, dove firmerà per la Chrysalis Records e la Aucion Management, e registra l'album di debutto della sua nuova band, gli Shanghai, prodotto da Bruce Fairbairn e Bob Rock.
Nel 1982 gli si presenta l'opportunità di registrare un demo per Sandy Stewart, che attrae l'attenzione di Stevie Nicks, che la farà firmare per la sua etichetta, la Modern/Atlantic Records e richiese Hill come produttore. L'anno successivo, Hill e la Stewart scriveranno tre canzoni per il secondo disco solista della Nicks, The Wild Heart.
Nel 1984 il presidente della Atlantic Records Doug Morris ingaggia Hill per produrre il primo disco dei nuovi arrivati dell'etichetta, i Ratt, che venderà tre milioni di copie solo negli Stati Uniti, e farà di Hill un produttore acclamato a livello internazionale. Successivamente produce gli altri tre album dei Ratt, guadagnando altri dischi di platino. Nello stesso tempo produce gli album Midnite Dynamite dei Kix e Crimes in Mind degli Streets.
Nel 1986 si trasferisce a Londra per produrre e arrangiare tre canzoni inedite di Bob Dylan con Eric Clapton e Ron Wood per la colonna sonora del film Hearts of Fire. Tra il 1987 e il 1990 lavora con i Winger, che li farà debuttare con la Atlantic Records e vendere quasi due milioni di copie. Contemporaneamente lavora con un altro gruppo multi-platino, i Warrant.
Nel 1990 viene impiegato da Morris per fondare insieme al produttore Jimmy Iovine e Ted Field una nuova etichetta sotto la Atlantic Records, la Interscope Records.
Nel 1991 produce il quinto album degli Europe, Prisoners in Paradise. Da allora Hill produrrà una lunga serie di album per altrettanti gruppi e artisti.

## Discografia

### Produttore
Ratt
- Out of the Cellar - (Atlantic Records, 1984)
- Invasion of Your Privacy - (Atlantic Records, 1985)
- Dancing Undercover - (Atlantic Records, 1986)
- Reach for the Sky - (Atlantic Records, 1988)

Warrant
- Dirty Rotten Filthy Stinking Rich - (Sony, 1989)
- Cherry Pie - (Sony, 1990)
- Ultraphobic - (CMC International, 1995)

Winger
- Winger - (Atlantic Records, 1988)
- In the Heart of the Young - (Atlantic Records, 1990)

Europe
- Prisoners in Paradise - (Epic/Sony, 1991)

Kix
- Midnite Dynamite - (Atlantic Records, 1985)

Alice Cooper
- Constrictor - (MCA Records, 1986)

Altri
- The Wild Heart - Stevie Nicks (Modern, 1983)
- Shaft of Light - Airrace (Atlantic Records, 1984)
- Cat Dancer - Sandy Stewart (Modern, 1984)
- Crimes in Mind - Streets (Atlantic Records, 1985)
- Destiny - Chaka Khan (Warner Bros., 1986)
- Love Is for Suckers - Twisted Sister (Atlantic Records, 1987)
- Wild Frontier - Gary Moore (Virgin Records, 1987)
- My Guitar Wants to Kill Your Mama - Dweezil Zappa (Chrysalis, 1988)
- Atomic Playboys - Steve Stevens (Warner Bros., 1989)
- Blood from Stone - Angry Anderson (1990)
- Rise - Bad Brains (Epic Records, 1993)
- See the Thunder - Markonee (Sonic Robots, 2009) - mixing e mastering